# Heilige vallei van de Inca's

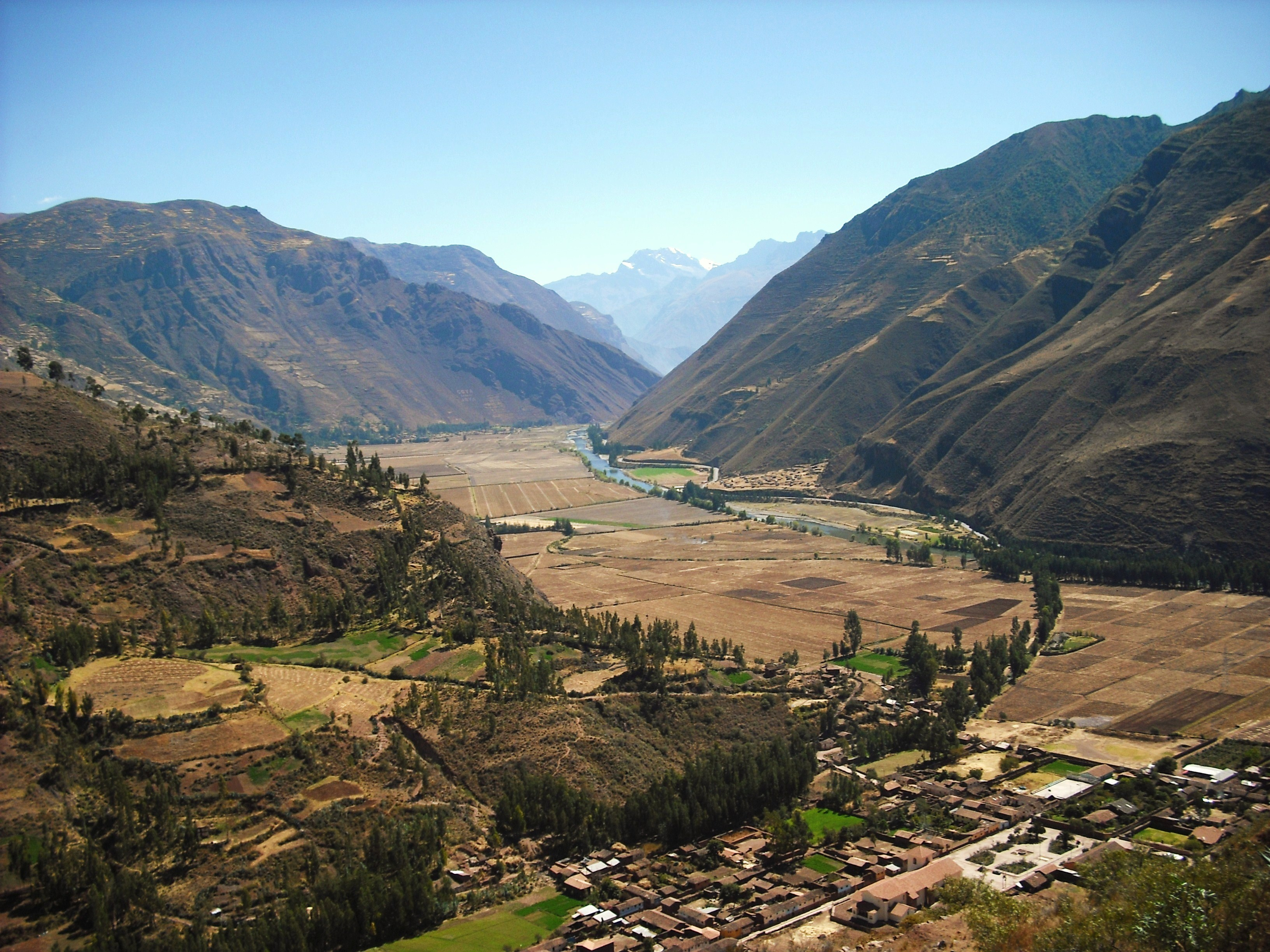
Heilige vallei van de Inca's

De heilige vallei van de Inca's of het heilige dal van de Inca's (Spaans: Valle Sagrado de los Incas) is een vallei in de Peruaanse Andes nabij de Incahoofdstad Cuzco. Globaal gezien wordt het hele gebied tussen het dorp Písac en de ruïnestad Ollantaytambo parallel aan de Urubambarivier ("heilige rivier") ertoe gerekend.
De vallei wordt gevoed door vele rivieren, die afdalen door aangrenzende valleien en kloven en bevat talloze archeologische overblijfselen en dorpen. De vallei werd sterk gewaardeerd door de Inca's vanwege haar specifieke geografische en klimatologische voordelen. Het vormde een van de belangrijkste centra voor de landbouw en is nog altijd de beste plaats voor de verbouw van maïs in Peru.